# Позашкілля (газета)
Газета «Позашкілля» — всеукраїнське професійне періодичне видання для працівників позашкільної освіти. Газета виходить з 2005 року у видавництві «Шкільний світ» (місто Київ). Газета виходить українською мовою та побудована на автентичних матеріалах українських позашкільників.

## Історія
Газета «Позашкілля» почала свою історію з 2005 року, але не як самостійне видання, а як вкладка у газеті «Шкільний світ». Її першим редактором була Олена Колонькова; і за два роки стало зрозумілим, що вкладка вже не вміщує всіх матеріалів. Тому у 2007 році видавництвом «Шкільний світ» було прийнято рішення про вихід окремого видання. Так, у 2007 році побачив світ перший самостійний номер газети «Позашкілля». Редакція газети «Позашкілля» з 2008 року декілька разів проводила всеукраїнські дні позашкільників. Трохи пізніше з'явилась споріднене видання «Позашкілля. Бібліотека».

## Інформація про видання
Газета «Позашкілля» виходить 1 раз на місяць. Обсяг 84 сторінки. Розповсюджується по передплатою державним підприємством Укрпошта (індекс 91468).
В газеті «Позашкілля» можна знайти такі матеріали:
- актуальні події, тенденції в освіті
- офіційні документи
- досвід роботи за всіма напрямами позашкільної освіти
- методику виховної роботи
- методику соціальної роботи
- наукові дослідження
- програми та заняття гуртків
- проекти
- тренінги
- сценарії